# John Kingscote
John Kingscote (ou Kingscotes) foi bispo de Carlisle. Kingscote foi seleccionado por volta de agosto de 1462 e consagrado no dia 24 de outubro de 1462. Viria a falecer em 5 de novembro de 1463.